# 1954年のスポーツ

## できごと
- 1月11日～17日 - 日本主催の初の世界選手権、世界男子スピードスケート選手権開催
- 2月3日 - 大相撲の吉葉山潤之輔、横綱免許
- 2月19日 - プロレス初の国際タッグマッチ、米シャープ兄弟対力道山・木村政彦戦挙行
- 3月7日 - 1954 FIFAワールドカップ・アジア予選で初の日韓戦を開催
- 4月13日 - 日本スポーツ芸術協会設立
- 5月6日 - オックスフォード大学のロジャー・バニスター、1マイル走4分を切る
- 7月1日 - 日本中央競馬会法公布
- 8月5日 - 日本女子体育連盟結成
- 9月1日 - 全日本アマチュア野球協会発足
- 9月16日 - 日本中央競馬会設立
- 9月18日 - 蔵前国技館落成
- 10月1日 - 日本サイクリング協会創立
- 10月12日 - 大相撲の栃錦清隆、横綱免許
- 12月18日～26日 - 第1回アジア野球選手権、マニラで開催
- 12月22日 - 初のプロレス日本選手権開催、力道山が初代王者に

## 総合競技大会
- 第2回アジア競技大会（フィリピン・マニラ・5月1日～9日） - 日本の獲得メダル：金38、銀36、銅24
- 第5回大英帝国イギリス連邦競技大会（カナダ・バンクーバー・7月30日～8月7日）
- 第9回北海道国体（冬季スケート - 北海道・1月28日～2月1日、冬季スキー - 長野県・2月24日～28日、夏季水泳 - 奈良県・9月19日～22日、夏季ヨット - 北海道・9月23日～27日、夏季山岳 - 7月24日～28日、秋季 - 北海道・8月22日～26日）
  - 天皇杯順位
冬季大会：優勝 北海道、第2位 長野県、第3位 東京都
水泳大会：優勝 奈良県、第2位 福岡県、第3位 東京都
夏・秋季大会：優勝 東京都、第2位 愛知県、第3位 北海道
  - 皇后杯順位
冬季大会：優勝 北海道、第2位 長野県、第3位 青森県
水泳大会：優勝 奈良県、第2位 大阪府、第3位 和歌山県
夏・秋季大会：優勝 東京都、第2位 愛知県、第3位 福岡県

## アイスホッケー
- スタンレーカップ決勝（1953-1954シーズン）
デトロイト・レッドウィングス （4勝3敗） モントリオール・カナディアンズ

## アメリカンフットボール
- NFLチャンピオンシップゲーム
クリーブランド・ブラウンズ（東） 56-10 デトロイト・ライオンズ（西）

## 大相撲
- 初場所（蔵前（仮設）国技館・1月10日～24日）
幕内最高優勝 : 吉葉山潤之輔（15戦全勝,初）
十両優勝 : 鬼竜川光雄（13勝2敗）
- 春場所（大阪府立体育館・3月6日～20日）
幕内最高優勝 : 三根山隆司（12勝3敗,初）
十両優勝 : 愛知山春雄（13勝2敗）
- 夏場所（蔵前（仮設）国技館・5月8日～22日）
幕内最高優勝 : 栃錦清隆（14勝1敗,3回目）
十両優勝 : 若ノ海周治（13勝2敗）
- 秋場所（蔵前国技館・9月19日～10月3日）
幕内最高優勝 : 栃錦清隆(14勝1敗,4回目）
十両優勝 : 白龍山慶祐（12勝3敗）

## ゴルフ

### 世界4大大会（男子）
- マスターズ優勝者：サム・スニード（アメリカ）
- 全米オープン優勝者：エド・ファーゴル（アメリカ）
- 全英オープン優勝者：ピーター・トムソン（オーストラリア）
- 全米プロゴルフ優勝者：チック・ハーバート（アメリカ）

## サッカー
- 第5回FIFAワールドカップ決勝（7月4日）
西ドイツ 3-2 ハンガリー
- 第34回天皇杯全日本サッカー選手権大会決勝
慶應BRB 5-3 東洋工業

## 自転車競技

### ロードレース
- 第37回ジロ・デ・イタリア
総合優勝：カルロ・クレリッチ（スイス）
- 第41回ツール・ド・フランス
総合優勝：ルイゾン・ボベ（フランス）

## テニス

### グランドスラム
- 全豪選手権　男子単優勝：メルビン・ローズ（オーストラリア）、女子単優勝：テルマ・コイン・ロング（オーストラリア）
- 全仏選手権　男子単優勝：トニー・トラバート（アメリカ）、女子単優勝：モーリーン・コノリー（アメリカ）
- ウィンブルドン　男子単優勝：ヤロスラフ・ドロブニー（チェコスロバキア）、女子単優勝：モーリーン・コノリー（アメリカ）
- 全米選手権　男子単優勝：ビック・セイシャス（アメリカ）、女子単優勝：ドリス・ハート（アメリカ）

全仏選手権とウィンブルドン選手権を連覇したコノリーが、全米選手権の直前に落馬事故のため選手生命を絶たれる。

## バスケットボール
- NBAファイナル（1953-1954シーズン）
ミネアポリス・レイカーズ （4勝3敗） シラキューズ・ナショナルズ

## 誕生
- 1月4日 - オレグ・ロマンツェフ（ロシア、サッカー）
- 1月5日 - アレックス・イングリッシュ（アメリカ、バスケットボール）
- 1月6日 - 中畑清（福島県、野球）
- 1月8日 - 田尾安志（大阪府、野球）
- 1月9日 - 尾崎健夫（徳島県、ゴルフ）
- 1月14日 - 渕正信（福岡県、プロレス）
- 1月15日 - 大石友好（徳島県、野球）
- 1月20日 - 松尾雄治（東京都、ラグビー）
- 2月14日 - 荒木田裕子（秋田県、バレーボール）
- 2月17日 - 高田裕司（群馬県、レスリング）
- 2月19日 - ソクラテス（ブラジル、サッカー）
- 3月12日 - 飯合肇（千葉県、ゴルフ）
- 3月13日 - ランディ・バース（アメリカ、野球）
- 3月23日 - アデマール・ペレイラ・マリーニョ（ブラジル、サッカー）
- 3月26日 - ゼムノビッチ・ストラヴゴ（ユーゴスラビア、サッカー）
- 4月1日 - ジャンカルロ・アントニョーニ（イタリア、サッカー）
- 4月5日 - 蒲生晴明（東京都、ハンドボール）
- 4月8日 - ゲイリー・カーター（アメリカ、野球）
- 4月17日 - リカルド・パトレーゼ（イタリア、レーシングドライバー）
- 4月23日 - 日蔭温子（岩手県、ゴルフ）
- 4月25日 - ブーマー・ウェルズ（アメリカ、野球）
- 5月7日 - 河内敏光（東京都、バスケットボール）
- 5月13日 - 前田秀樹（京都府、サッカー）
- 5月15日 - エリック・ゲレツ（ベルギー、サッカー）
- 5月17日 - マイケル・ロバーツ（南アフリカ→イギリス、競馬）
- 5月21日 - 影虎和彦（岩手県、相撲）
- 5月27日 - 高代延博（奈良県、野球）
- 6月7日 - 木田勇（神奈川県、野球）
- 6月19日 - 大宮龍男（愛知県、野球）
- 7月3日 - 鈴木孝政（千葉県、野球）
- 7月6日 - ウィリー・ランドルフ（アメリカ、野球）
- 7月9日 - 田代富雄（神奈川県、野球）
- 7月15日 - マリオ・ケンペス（アルゼンチン、サッカー）
- 7月25日 - ウォルター・ペイトン（アメリカ、アメリカンフットボール、+1999年）
- 7月29日 - フローラ・ハイマン（アメリカ、バレーボール、+1986年）
- 8月1日 - トレバー・バービック（ジャマイカ、ボクシング、+2006年）
- 9月3日 - 島田誠（福岡県、野球）
- 9月11日 - 佐藤義則（北海道、野球）
- 9月13日 - 植木繁晴（神奈川県、サッカー）
- 9月24日 - 仲根政裕（東京都、野球、+1995年）
- 9月24日 - マルコ・タルデッリ（イタリア、サッカー）
- 10月3日 - デニス・エカーズリー（アメリカ、野球）
- 10月4日 - ブランコ・シカティック（クロアチア、格闘家）
- 10月8日 - ジョセフ＝アントワーヌ・ベル（カメルーン、サッカー）
- 10月17日 - ブラック・キャット（メキシコ、プロレス、+2006年）
- 10月19日 - ジョー・ブライアント（アメリカ、バスケットボール）
- 10月20日 - 中島常幸（群馬県、ゴルフ）
- 10月21日 - 渡辺明（栃木県、オートバイレーサー）
- 11月4日 - 清水秀彦（東京都、サッカー）
- 11月14日 - ウィリー・ヘルナンデス（プエルトリコ、野球）
- 11月14日 - ベルナール・イノー（フランス、自転車競技）
- 11月18日 - 森繁和（千葉県、野球）
- 12月9日 - ヘンク・テン・カテ（オランダ、サッカー）
- 12月11日 - 北原憲彦（長野県、バスケットボール）
- 12月21日 - クリス・エバート（アメリカ、テニス）
- 12月22日 - 松田秀士（高知県、レーシングドライバー）
- 12月26日 - オジー・スミス（アメリカ、野球）
- 12月29日 - 今井敏明（埼玉県、サッカー）

## 死去
- 2月1日 - 三島弥彦（東京都、陸上競技、*1886年）
- 2月5日 - アルベルト・ブラリア（イタリア、体操、*1883年）
- 3月28日 - ウィニフレッド・マクネアー（イギリス、テニス、*1877年）
- 4月2日 - モード・バーガー＝ウォラック（アメリカ、テニス、*1870年）
- 7月24日 - ヤコブ・ツリン・タムス（ノルウェー、スキージャンプ、*1898年）
- 9月26日 - エレン・ルーズベルト（アメリカ、テニス、*1868年）
- 10月19日 - ヒュー・ダフィー（アメリカ、野球、*1866年）
- 12月1日 - ウィリアム・ホイト（アメリカ、陸上競技、*1875年）
- 12月14日 - エミール・ラウシュ（ドイツ、水泳、*1883年）